# Schweizer Meisterschaften im Biathlon 2007
Die Schweizer Meisterschaften im Biathlon 2007 fanden am 3. und 4. Februar 2007 im Nordischen Zentrum (Espace Nordique) La Lécherette/Les Mosses der Gemeinde Ormont-Dessous statt. Sowohl für Männer als auch für Frauen wurden Wettkämpfe im Sprint und in der Verfolgung ausgetragen. Da sich beide Veranstaltungen mit den Weltmeisterschaften in Antholz überschnitten, nahmen die Athleten der Nationalmannschaft und des A-Kaders nicht teil. Bei den Frauen waren auch Juniorinnen am Start, offiziell wurde kein Titel vergeben.

## Männer

### Sprint 10 km
| Platz | Starter            | Verein | Zeit | Schießfehler |
| ----- | ------------------ | ------ | ---- | ------------ |
| 1     | Jürg Kunz          |        |      |              |
| 2     | Bruno Joller       |        |      |              |
| 3     | Florian Rüegg      |        |      |              |
| 4     | Matthias Birrer    |        |      |              |
| 5     | Georg Niederberger |        |      |              |

Datum: 3. Februar 2007
Bei den Junioren siegte Adrian Hollenstein vor Matthias Gerber und Patrick Erismann. Bei der Jugend war Benjamin Weger vor Mario Dolder und Serafin Wiestner erfolgreich.

### Verfolgung 12,5 km
| Platz | Starter         | Verein | Zeit | Schießfehler |
| ----- | --------------- | ------ | ---- | ------------ |
| 1     | Jürg Kunz       |        |      |              |
| 2     | Bruno Joller    |        |      |              |
| 3     | Matthias Birrer |        |      |              |
| 4     | Florian Rüegg   |        |      |              |

Datum: 4. Februar 2007
Bei den Junioren siegte Adrian Hollenstein vor Patrick Erismann und Jonathan Amy.

## Frauen

### Sprint 7,5 km
| Platz | Starter              | Verein | Zeit | Schießfehler |
| ----- | -------------------- | ------ | ---- | ------------ |
| 1     | Caroline Kilchenmann |        |      |              |
| 2     | Marlyse Breu         |        |      |              |
| 3     | Anna-Lena Fankhauser |        |      |              |

Datum: 3. Februar 2007
Bei der Jugend siegte Stephanie Schnydrig vor Elisa Gasparin und Sandra Schäli.

### Verfolgung 10 km
| Platz | Starter              | Verein | Zeit | Schießfehler |
| ----- | -------------------- | ------ | ---- | ------------ |
| 1     | Caroline Kilchenmann |        |      |              |
| 2     | Anna-Lena Fankhauser |        |      |              |

Datum: 4. Februar 2007
Bei der Jugend siegte Stephanie Schnydrig vor Elisa Gasparin und Sandra Schäli.